# Péter Maitz
Péter Maitz (ur. 17 kwietnia 1975 w Szombathely) – węgierski  językoznawca, socjolingwista, germanista. Do jego zainteresowań naukowo-badawczych należą: zmiany językowe i wariacja językowa w kontekście społecznym, dyskryminacja językowa, kontakty językowe i multilingwizm, języki pidżynowe, języki kreolskie, mniejszości językowe.

## Życiorys
Wyrastał nieopodal granicy z Austrią, dlatego w młodym wieku posiadł znajomość języka niemieckiego. Studiował germanistykę i polonistykę w Debreczynie (Węgry), Heidelbergu (Niemcy) i Warszawie. Studia doktoranckie ukończył w Debreczynie i Heidelbergu. W latach 2002–2009 piastował stanowiska asystenta i starszego asystenta na Uniwersytecie w Debreczynie. Podczas swojego pobytu na Węgrzech uzyskał kilka grantów badawczych (Fundacji Aleksandra von Humboldta i Węgierskiej Akademii Nauk), dzięki czemu mógł poświęcić się badaniom na uniwersytetach w Heidelbergu (2000–2002) i Augsburgu (2006–2008). W okresie od 2009 do 2011 pracował na Uniwersytecie w Peczu (Węgry). Habilitował się w 2012 roku. W 2018 roku był profesorem wizytującym w Language and Culture Research Centre na Uniwersytecie Jamesa Cooka w Cairns (Australia). Do pocz. 2022 r. profesor zwyczajny Uniwersytetu w Bernie.
W 2015 r., jako kierownik międzynarodowego projektu badawczego, poświęcił się dokumentacji i rewitalizacji języka Unserdeutsch. Był współorganizatorem bądź gospodarzem kilku międzynarodowych konferencji i warsztatów na Węgrzech, we Włoszech, w Niemczech, Australii i Szwajcarii; prowadził także liczne konferencje i wykłady gościnne. Jest współredaktorem socjolingwistycznej serii wydawniczej „VarioLingua”.

## Wybrana twórczość
- Stephan Elspaß, Péter Maitz (red.) (2011): Sprache und Diskriminierung. Seelze: Friedrich Verlag (= Der Deutschunterricht 63.6).
- Stephan Elspaß, Péter Maitz (2011): Sprache und Diskriminierung. Einführung in das Themenheft., [w:] Stephan Elspaß, Péter Maitz (red.): Sprache und Diskriminierung. Seelze: Friedrich Verlag (= Der Deutschunterricht 63.6), 2–6.
- Péter Maitz (red.) (2012): Historische Sprachwissenschaft. Erkenntnisinteressen, Grundlagenprobleme, Desiderate. Berlin & Boston: de Gruyter („Studia Linguistica Germanica”; 110).
- Stephan Elspaß, Péter Maitz (2012): New language norm authorities in Germany: Ideological roots and social consequences., [w:] Ulrich Busse, Ralf Schneider, Anne Schröder (red.): Codification, Canons, and Curricula: Prescription and Description in Language and Literature. Bielefeld: Aisthesis („Bielefeld English and American Studies”; 4), 171–184.
- Péter Maitz, Monika Foldenauer (2015): Sprachliche Ideologien im Schulbuch., [w:] Jana Kiesendahl, Christine Ott (red.): Linguistik und Schulbuchforschung. Gegenstände – Methoden – Perspektiven. Göttingen: V&R unipress (Eckert; 137), 217–234.
- Péter Maitz, Craig A. Volker (red.) (2017): Language Contact in the German Colonies: Papua New Guinea and beyond (= Special issue of Language and Linguistics in Melanesia. „Journal of the Linguistic Society of Papua New Guinea”).
- Siegwalt Lindenfelser, Péter Maitz (2017): The creoleness of Unserdeutsch (Rabaul Creole German): A typological perspective., [w:] Péter Maitz, Craig A. Volker (red.): Language Contact in the German Colonies: Papua New Guinea and beyond (= Special issue of Language and Linguistics in Melanesia. „Journal of the Linguistic Society of Papua New Guinea”), 91–142.